# Jérôme Kerviel
Jérôme Kerviel (Pont-l’Abbé, 1977. január 11. –) a Société Générale francia bankcsalással vádolt brókere.

## Élete
A Bretagnebeli Pont-l'Abbéban nőtt fel. Anyja nyugdíjazott fodrász, 2006-ban elhunyt apja pedig kovács volt. Kerviel nős, de feleségével nemrég szétköltöztek.
Alapfokú képesítését a Nantesi Egyetemen szerezte. Mesterfokozatát 2000-ben szerezte meg a Lyoni Egyetem pénzügyi szakán pénzügyi piacok szervezése és ellenőrzése szakirányon. 2001-ben Thierry Mavic, Pont-l’Abbé polgármestere tanácsára indult az önkormányzati választásokon az UMP színeiben, de nem sikerült mandátumot szereznie.

## Banki előélete
Kerviel néhány éve dolgozott a Société Générale-nál. 2005-ben kinevezték a bank párizsi Delta One csapatába junior kereskedőnek. A Delta One tevékenysége magában foglalja a programozott és kvantitatív kereskedést, a tőzsdén cserélt befektetési alapokat, az indexekbe fektető alapokat és a swapügyleteket. Christian Noyer, a Banque de France kormányzója Kervielt komputergéniuszként jellemezte, noha a Société Générale berkein belül nem tartották kiemelkedő teljesítményűnek. Fizetését és bónuszait egybevéve is kevesebb mint 100 ezer eurót keresett évente, ami a pénzügyi szektorban szerénynek számít. A bank nyilatkozata szerint Kerviel a hagyományos és a származtatott értékpapírok közötti arbitrázslehetőségek kutatásával volt megbízva.

## A vád
Azzal vádolják, hogy hamis ügyfélszámlákon keresztül kötött határidős ügyleteket, amik a 2008. januári tőzsdei zuhanással kb. 4,9 milliárd euró összegű veszteséget okoztak bankjának. Kerviel 2006 végén - 2007 elején kezdett fiktív ügyletek kötésébe, akkor még relatíve kis összegben, de az idő előrehaladtával egyre gyakrabban és egyre nagyobb volumenben. Feltételezések szerint cselekménye az eddig leleplezett legnagyobb értékű banki csalás.
Bankhivatalnokok szerint 2007 során a piaci áresést sikeresen kihasználva nyereséget tudott felmutatni. Már ekkor érték vádak, hogy a hatáskörénél jóval nagyobb, 49,9 milliárd euró értékben bocsátkozott kereskedési ügyletekbe (ez a bank piaci kapitalizációját is jóval meghaladja). Kerviel tevékenységét szándékosan megkötött veszteséges kötésekkel próbálta leplezni, hogy mérsékelje a felmutatott nyereségét. Munkáltatói állítása szerint 2008. január 19-én derítették fel a jogtalan kereskedési tevékenység hozzá vezető szálait. A következő három kereskedési napon, január 21-től kezdve sorra zárták le ezeket a pozíciókat, ami egyes vélekedések szerint nagyban hozzájárulhatott a világon kibontakozó tőzsdepánikhoz.
A Société Générale menedzserei azt állítják, hogy Kerviel különféle trükkökkel próbálta elkerülni, hogy a belső ellenőrzőrendszer lebuktassa. Daniel Bouton egy mutálódó vírushoz hasonlította a módszert, amivel több százezer kötést rejtett hamis fedezeti ügyletek mögé. Nyilatkozatok szerint minden pozícióját két-három napon belül zárta, majd újakat kezdeményezett helyettük, a belső rendszer ugyanis három nap után jelezné őket. Pénzügyi szakértők kételkednek a bank által előadott történet hitelességében. Szerintük ilyen hatalmas összegű pozíciókat három naponta lezárni képtelenség volna. Kervielt egyelőre csak felfüggesztették, de az elbocsátása folyamatban van. Ha vádjaiban bűnösnek találják, 15 évre is börtönbe kerülhet.
Kerviel nem valószínű, hogy profitált az ügyleteiből. Az ügyészség szerint együttműködik a nyomozókkal, nekik azt mondta, hogy a bankban más kereskedők is éltek ezekkel a módszerekkel. Elismeri, hogy túllépte a keretét, de azt állítja, hogy csak a bank nyereségét akarta növelni. Elmondása alapján a bank elégedett volt 2007-es teljesítményével, amiért 300 ezer eurós bónuszt várt. Családtagjai szerint a bank csak bűnbakként használja fel Kervielt, hogy elterelje a figyelmet a közelmúltbeli hatalmas veszteségeiről.